# Televisión Regional (Venezuela)
Televisión Regional (también conocido como Toda Venezuela Realmente o TVR) fue un canal de televisión por suscripción venezolano que basaba su programación en producciones realizadas por distintas estaciones regionales de televisión abierta para su distribución al nivel nacional. En mayo de 2016, sale del aire y todas las cableoperadoras reemplazaron TVR por TLT.

## Historia
El canal como una estación de televisión privada por cable, donde en principio los canales venezolanos Global Televisión (Global TV, Zulia), Promar Televisión (Promar TV, centro-occidente) Televisora Andina de Mérida (TAM, Andes), Televisora del Táchira (TRT, andes), TVS (centro-norte), se alían y brindan programas propios, entre ellos, algunos cortos y otros largos. Su eslogan en ese momento era «Toda Venezuela Realmente». 
Debido al corto alcance de los canales regionales, un grupo de hombres de negocios, de canales diversos, comienzan a hacer reuniones para socializar y aliarse a otros canales de la esfera regional: Directivos y dueños de TVS, TAM, TVO, TRT, Promar TV y Global TV se reúnen entre 23 de abril de 2005 y 1 de mayo de 2006, y acuerdan y apoyan el surgimiento de alianzas. Más tarde, deciden crear el canal TVR. El canal sale al aire en 5 de agosto de 2006 por Inter, en el canal 83 para Caracas, estado Vargas y estado Miranda, y luego en 2007, por DirecTV a nivel nacional en el canal 119. Debido a esta idea, otros canales le siguieron para crear alianzas como el Circuito Venezolano de Televisión Nacional (CVTN), y otros. 
En el 2010, salió de la alianza de TVR la TVO, por la venta a un grupo diferente que no acepta las condiciones establecidas en los estatutos del canal.
En 2013 tras las Elecciones presidenciales y la venta de Globovisión, el canal fue foco de atención al transmitir palabras del excandidato presidencial Henrique Capriles Radonski durante su visita al estado Lara, tras ser "censurado" por la nueva directiva de Globovisión, cuando en la anterior directiva el canal transmitía las veces que este hablaba. Igualmente este año se solicitan averiguación penal contra el circuito por retransmitir una entrevista a un militar retirado hablando en contra de Venezuela.

### Alianzas y cambios
A mediados de 2015, TVR es adquirido por TyH Producciones, iniciando junto a ello una alianza con el canal regional TeleAragua, el cual era manejado para entonces por Esteban Trapiello. Tras esto, el canal pasa a retransmitir toda la programación del canal regional, manteniendo las transmisiones deportivas conjuntas con Telearagua y Meridiano Televisión, pero sin retomar la programación de las otras televisoras regionales.
Durante esta etapa TVR transmitiría en formato de imagen 16:9, y poco tiempo después se anuncia el nacimiento de TLT e inicia una etapa transitoria que lo transforma en esta cadena televisiva.

### Fin de TVR
El 23 de mayo de 2016, el logo en pantalla de "TVR" oficialmente cambia al de "TLT". Aunque se mantienen bumpers e identidad de TVR, las transmisiones conjuntas deportivas son promocionadas con la marca TLT.

## Canales en alianza
| Estación de TV | Inicio | Sede              | Página web               | Propietario                          |
| -------------- | ------ | ----------------- | ------------------------ | ------------------------------------ |
| TAM            | 1982   | Estado Mérida     | tamtv.com.ve             | Radiodifusora Andina de Mérida S.A.  |
| TRT            | 1989   | Estado Táchira    | televisoradeltachira.com | Televisora Regional del Táchira S.A. |
| TVO            | 1992   | Estado Anzoátegui | tvotv.tv                 | Grupo Trust Mediático                |
| TVS            | 1994   | Estado Aragua     | Instagram                | Grupo Sindoni                        |
| Promar TV      | 1995   | Estado Lara       | promar.tv                | Producciones Mariano, C.A.           |
| Global TV      | 1999   | Estado Zulia      | -                        | Global Televisión C.A.               |

## Antiguos programas de TVR
Los programas eran divididos entre los 6 canales con los cuales empezó y los 7 días de la semana, también cabe destacar, que en casos especiales, como la Copa América 2007, algunos canales agarraron parte del tiempo de sus programas, para reemplazarlos por programas especiales, como comentarios y entrevistas, trabajos especiales y otros. Algunos programas son:
- Los noticieros de cada canal.
- Imaginación (Promar TV).
- Desafío Xtremo (Promar TV).
- Sin Exceso (TAM).
- Buen Turismo (TRT).
- Hoy x Hoy (TVR Oriente)
- Groseramente Caliente (TVS).
- Cinema 21 (Global TV).
- Piso 13 (Promar TV).
- Sin Tabú (Promar TV).
- Entre otros.

También, TVR tenía algunos cortos como:
- Auto-publicidades de cada canal y de todas en una por comerciales del TVR (y también publicidad de empresas afiliadas).

- Perfiles de Oriente
- Canciones y algunas cortas óperas.
- Entre otros.